# 岐阜市まちなか博士認定試験
岐阜市まちなか博士認定試験（ぎふしまちなかはかせにんていしけん）は、岐阜市が主催するご当地検定である。
岐阜市の観光、自然、歴史、文化、産業などについての知識や教養の度合いを認定することにより、岐阜市を訪れる観光客などに対するもてなしの向上や、岐阜市に対する知識を得てもらい岐阜市の良さを再発見してもらう事を目的として2005年から実施されている。第1回の初級認定試験には、213名が受験し170名が合格した。
試験には「初級」と「上級」があり、当初は初級のみだったが2006年より上級が新設され実施されている。合格者には認定証が交付される。

## 実施要領

岐阜市旗

### 受験資格
- 初級 - 誰でも可能。
- 上級 - 初級認定試験合格者のみ。

### 受験料
- 無料

### 出題範囲
岐阜市まちなか博士認定試験用テキスト（初級、上級兼用）から主に出題される。

### 出題形式
初級
- 50問、四者択一式
- 試験時間 60分

上級
- 50問、四者択一式および記述式
- 試験時間90分

### 合格基準
- 1問2点で100点満点とし、70点以上が合格。

## 事務局
岐阜市まちなか博士認定委員会事務局（岐阜市商工観光部 観光コンベンション課内）
- 所在地：岐阜市神田町1丁目11番地 南庁舎2階

## 岐阜市観光ガイド「岐阜市まちなか案内人」
「岐阜市まちなか案内人」は、岐阜市まちなか博士認定試験合格者の有志で結成されたボランティア団体である。
岐阜公園周辺や川原町界隈などで、水色の帽子、ウインドブレーカー（またはポロシャツ）を着用し、無料観光案内を実施している。